# Семёнова, Екатерина Леонидовна
Екатери́на Леони́довна Семёнова (род. 7 января 1961, Москва) — советская и российская эстрадная певица, композитор, телеведущая и киноактриса.
Пик популярности пришёлся на конец 1980-х годов, когда на Центральном телевидении СССР широко звучали хиты «Подруги замужем давно» (1986), «На минутку» (1987), «Школьница» и «Любовь прекрасна и грустна» (1987), «Последнее танго» (1988). В 2019 году приняла участие в проекте «Три аккорда», где завоевала приз зрительских симпатий.

## Биография
Родилась 7 января 1961 года в Москве. Отец — Леонид Иванович Семенов, мать — Сулько Мардуховна Пинчук (со слов Кати: «для родных — Софа, еврейка с польскими и грузинскими кровями»). Родители познакомились на фронте, отец был артиллеристом, курсантом военной академии, мать в 14 лет после гибели родных стала «дочерью полка» на Первом Белорусском фронте. Всю Великую Отечественную войну они прошли вместе. После войны поженились, отец работал инженером в организации «Центрэнергомонтаж», а мать окончила курсы стенографисток, затем — курсы швей, но не работала. Отец умер 7 января 1967 года, в день шестилетия Екатерины, мать — в сентябре 1972 года, когда дочери было одиннадцать лет. После смерти родителей старшая сестра Людмила (1947 — февраль 1996) не позволила отдать Екатерину в детский дом и взяла её в свою семью, состоявшую из четырёх человек — её самой, мужа-алкоголика, четырёхлетнего сына Дмитрия и годовалой дочери Натальи.
С рождения страдала астигматизмом, видела всего на 40 %, но очки носить стеснялась. Больший отрезок жизни она прожила практически на ощупь. В возрасте сорока лет перенесла операцию по отслоению сетчатки.
С детства увлекалась музыкой и пением. В 1977 году окончила детскую музыкальную школу по классу фортепиано. Играла в вокально-инструментальном ансамбле Первомайского района Москвы.
Сразу после окончания средней школы в 1978 году устроилась ма́рочницей в кафе «Эврика», чтобы снабжать семью продуктами. Затем пошла работать санитаркой в автоклавной санитарно-эпидемиологической станции, где мыла различные колбы, пробирки для медицинских анализов и чашки Петри, вследствие неосторожного обращения с которыми заразилась закрытой формой туберкулёза лёгких. Больше года находилась на лечении в противотуберкулёзном диспансере. По рекомендации врачей, с целью разработки лёгких начала петь. Выписавшись из диспансера, не могла устроиться на работу из-за перенесённого инфекционного заболевания. На помощь пришла её лечащий врач, которая договорилась, чтобы Катю взяли на работу в ветеринарную клинику, располагавшуюся по соседству с тубдиспансером, на должность делопроизводителя.
В 1980 году приняла участие в объявленном газетой «Комсомольская правда» и фирмой «Мелодия» Всесоюзном конкурсе молодых исполнителей «Золотой камертон». Прошла в финал с песней Юрия Антонова «Весна» и по результатам голосования телезрителей получила гран-при конкурса (1981).
После победы получила приглашение работать в ансамбле «Девчата» Московской областной филармонии (1981—1982). С этим ансамблем Семёнова записала песню «Подруги замужем давно», ставшую её первым мега-хитом в 1986 году.
В 1982 году Юрий Антонов пригласил Семёнову в свою только что организованную группу «Аэробус», где она солировала в 1982—1984 годы. Была уволена Антоновым из-за отказа поехать с коллективом на гастроли, так как выходила замуж.
Участвовала в телевизионной передаче для детей «Будильник», других детских программах с песнями «Петя Чижиков летает», «Пони» и другие.
В 1984 году вышла замуж за музыканта группы «Арсенал» Андрея Батурина. Батурин добился для жены телевизионных эфиров, сотрудничества с популярными авторами текстов и композиторами (Давидом Тухмановым, Игорем Николаевым, Виктором Дорохиным, Любовью Воропаевой).
В 1985 году на XII Всемирном фестивале молодёжи и студентов в Москве выступала с детскими коллективами (песни «Мир без чудес», «Большой хоровод»). В том же году заняла второе место среди лучших певиц СССР в хит-параде «Звуковая дорожка» газеты «Московский комсомолец» (уступив только Алле Пугачёвой), по итогам 1986 года — четвёртое место, 1987 года — пятое место.
В 1986 году Семёнова и Батурин создали группу «Алло». В 1986 году Центральное телевидение Гостелерадио СССР транслировало её старую песню «Подруги замужем давно». В новогоднее представление 1987 года была включена песня «Школьница», тогда же появляется песня «На минутку», которая стала лауреатом фестиваля «Песня-87», в «Голубом огоньке» 1988 года в эфир вышла премьера песни «Последнее танго», которая становится лауреатом «Песня-88». Начали выходить сольные диски певицы.
В 1986 году Семёнова в паре с Вячеславом Малежиком стала ведущей телевизионной программы Главной редакции народного творчества ЦТ «Шире круг».
С 1989 года Семёнова и Батурин стали также авторами песен, которые исполняет певица. В 1991 году они создали музыкально-экспериментальный театр «Катя».
В 1991 году Семёнова дебютировала в качестве киноактрисы в фильме Александра Косарева «Хищники», в этом же фильме она исполнила песню Косарева и Юрия Антонова «Влюблённый чудак».
В 1992 году получила главную роль в фильме режиссёра Оксаны Байрак «Оплачено заранее». На съёмках фильма в Киеве познакомилась с театральным артистом Михаилом Церишенко. Роман привёл к разводу с Батуриным. Перестала появляться в музыкальных телешоу, исключение составляют «Рождественские встречи Аллы Пугачёвой»: «Купаюсь в любви как в шампанском» (1993), «Ангел-хранитель» (2000). С 1999 по 2000 годы вела передачу «Звёздная компания» на радиостанции «Говорит Москва».
Вела концерты «Отечества любимый город».
В 1999 году Екатерина Шаврина, Екатерина Семёнова и Катя Лель приняли участие в программе «Музыкальный ринг».
Позже стала принимать участие в программах о театре: «Театр + ТВ», «Приют комедиантов», выступать с концертами, писать музыку.
В 2008 году один из выпусков авторской программы Олега Нестерова «По волне моей памяти» (Канал «Время» — Первый канал. Всемирная сеть) был посвящён Екатерине Семёновой.
10 января 2011 года состоялся концерт Екатерины Семёновой «50 лет Екатерине Семёновой» в Москве в ЦДХ.
В 2019 году приняла участие в IV сезоне проекта «Три аккорда» на Первом телеканале. По результатам конкурса стала единственным в истории исполнителем, получившим Приз зрительских симпатий.
13 мая 2021 года в Москве в Большом зале Центрального Дома кинематографистов состоялся Юбилейный Творческий вечер Екатерины Семёновой «Осталась только музыка».

### Личная жизнь
- Первый муж (1984—1992) — Андрей Константинович Батурин (род. 3 ноября 1959, Москва), музыкант и композитор, бывший гитарист группы «Арсенал».
  - Сын — Иван Андреевич Батурин (род. 1985), звукорежиссёр в кинематографе, продюсер.
    - Внук — Матвей (род. 2009).
- Второй муж (1992—2018) — Михаил Анатольевич Церишенко (род. 19 сентября 1960, Киев), актёр и режиссёр[7]. Брак продлился двадцать пять лет, общих детей нет. Развелись 9 января 2018 года[1][8][9]. Причиной разрыва послужили продолжительные отношения Михаила с другой женщиной.[10]

Екатерина Семёнова — домашний человек, не любит путешествовать. 
В 2023 году появилась информация о том, что Семёнова снова сошлась с бывшим мужем.

## Творчество

### Дискография
- 1988 — «Как назло» (винил)
- 1989 — «Вечер вдвоём» (винил)
- 1990 — «А жизнь меня кружила» (винил)
- 1992 — «Десять трудных дорог» (винил)
- 1993 — «В ожидании встречи»
- 1995 — «Мама, я кажется влюбилась»
- 1996 — «Всё хорошо»
- 2003 — «Радость моя»
- 2006 — «А жизнь меня кружила»
- 2007 — «Это только моё»
- 2010 — «И примерь эти крылья»
- 2009 — «Браво, волшебник!»
- 2015 — «Одноразовые песни»
- 2016 — «БесцветнаЯ»
- 2018 — «Ликвидация»
- 2018 — «Я классная!»
- 2020 — «Можно»
- 2020 — «Не надо казаться»(винил)
- 2021 — «Если»
- 2023 — «В серединке счастья»
- 2025 — «Счастье»

### Исполненные песни
- «А жизнь меня кружила…»
- «Ах, весна»
- «Ах, детективы»
- «Ангел-хранитель»
- «Анталия» (дуэт с Вячеславом Малежиком)
- «Белый медвежонок»
- «Большой хоровод»
- «Верните мне лето»
- «Веточка вербы»
- «Влюблённый чудак»
- «Всё останется со мной» (дуэт с Вячеславом Малежиком)
- «Горчит калина»
- «Гулливер» (музыка — Виталий Окороков, слова — Илья Резник)
- «Двадцать градусов мороза» (музыка — Виктор Дорохин, слова — Любовь Воропаева)
- «Заблудились мы в ночи»
- «Загрустила душенька»
- «Заповедная страна»
- «Иди, куда идёшь» (музыка — Андрей Батурин, слова — Д. Панфилов)
- «Из чего наш мир состоит»
- «Июнь Июльевич Август»
- «Кафе „Сюрприз“»
- «Каштановый Париж» (дуэт с Вячеславом Малежиком)
- «Кто виноват?»
- «Курортный романчик»
- «Летний кафетерий»
- «Лишний билет»
- «Любовь прекрасна и грустна»
- «Любовь, это то…»
- «Маленький гном»
- «Мама, ты тоже была молодой»
- «Мартовский кот» (музыка — Екатерина Семёнова, слова — Г. Белкин)
- «Маяк»
- «Мир без чудес»
- «Мой любимый лётчик»
- «Мужчина, который спешит»
- «Музыка снегопада»
- «На минутку» (музыка — Виктор Дорохин, слова — Любовь Воропаева)
- «Над морем тишины» (музыка — Екатерина Семёнова, стихи — Юлия Старостина)
- «Не верь чужим словам»
- «Ночь — река» (музыка — Р. Верба, стихи — Юлия Старостина)
- «О своём» (музыка — Гурам Грановский, стихи — Юлия Старостина)
- «Облако — письмо»
- «Ожидание»
- «Оле Лукойе»
- «Отражение»
- «Перекрёсток»
- «Петя Чижиков летает»
- «Пешка»
- «По ягоды»
- «Подруги замужем давно» / «Чтоб не пил, не курил» (музыка — Олег Сорокин, слова — Михаил Шабров)
- «Пони» (музыка — Сергей Березин, слова — Лариса Рубальская)
- «Последнее танго» (музыка —Виктор Дорохин, слова —Любовь Воропаева)
- «Преданность»
- «Проходит в жизни всё»
- «Прошлая зима»
- «Ровесники»
- «Сад надежд»
- «Свет мой ясный»
- «Семь нот»
- «Солнце, ты и я»
- «Старое зеркало»
- «Страна Перевертундия»
- «Тает лёд»
- «Трамвай»
- «Третий лишний»
- «Тук — стук»
- «Ты так и знай»
- «У нас своя компания»
- «Учёный крот»
- «Что-то будет»
- «Чужие»
- «Школьница» (музыка — Игорь Николаев, слова — Александр Кальянов)
- «Это ж надо»
- «Я — песня твоя»
- «Я стану для тебя воспоминанием» (музыка — Екатерина Семёнова, стихи — Юлия Старостина)

### Композиторская деятельность
Песни композитора Екатерины Семёновой звучали и звучат в исполнении:
- Государственного академического русского народного хора имени М. Е. Пятницкого,
- Алёны Апиной,
- Юлиана,
- Ларисы Долиной,
- Светланы Лазаревой,
- Тамары Гвердцители,
- Лолиты Милявской,
- Светланы Разиной,
- Ксении Георгиади,
- Алики Смеховой,
- Марины Могилевской,
- Владимира Маркина,
- Дмитрия Прянова,
- группы «Party»,

а также в исполнении актёров:
- Виктора Ракова,
- Дмитрия Харатьяна,
- Николая Караченцова,
- Дмитрия Певцова,
- Сергея Варчука
- и других[13][14].

### Фильмография

#### Актёрские работы
- 1991 — Хищники — Катя, певица и любовница Эдуарда Авдонина
- 1992 — Оплачено заранее — психиатр
- 2003 — Женщины в игре без правил
- 2004 — Параллельно любви — журналист
- 2006 — Точка — мать «Лопоухого»

#### Композиторские работы
- 2002 — Каменская 2
- 2004 — Любовь слепа
- 2005 — Целуют всегда не тех (Украина, Россия)
- 2018 — Красота требует жертв

#### Вокал
- 1985 — Подружка моя — песня «Что-то будет»
- 1987 — Акселератка — песня «Ах, детективы»
- 1987 — Девушки из «Согдианы»
- 1989 — Руанская дева по прозвищу Пышка
- 1991 — Хищники — песня «Влюблённый чудак»
- 2004 — Любовь слепа — песня «Былое быльё»
- 2005 — Целуют всегда не тех — песня «Кафе приморское»
- 2008 — Удивительные приключения Хомы (мультфильм) — «Песенка друзей»
- 2012 — Продаётся кошка — песня «Где-то там за листопадами»
- 2013 — Кружева — песня «Белый ангел»
- 2013 — Нарочно не придумаешь — песня «Ливни»
- 2015 — Ради тебя — песни «На твоей руке», «Зачем»
- 2015 — В тесноте да не в обиде — песни «Падает снег», «Не обманщица»
- 2015 — Истина в вине — песня «Не обманщица»
- 2016 — Проще пареной репы — песня «Где-то там за листопадами»
- 2018 — Красота требует жертв — песня «Стань для меня всем…»
- 2023 — Тоша-Мамонтоша (короткометражное кино) — песня «Ни о чём»

#### Документальные фильмы
- 2011 — «Валерий Ободзинский. Украденная жизнь»
- 2014 — «Алёна Апина. А любовь она и есть»…
- 2017 — «Вячеслав Малежик. Ещё раз»

### Участие в музыкальных коллективах
- 1981—1982 — ансамбль «Девчата» (Московская областная филармония);
- 1982—1984 — группа «Аэробус» (руководитель — композитор Юрий Антонов, Игорь Шабловский);
- 1986—1992 — группа «Алло» (Катя Семёнова и Андрей Батурин; Москонцерт Росконцерт);
- 1991 — музыкально-экспериментальный театр «Катя» (Катя Семёнова и Андрей Батурин).

## Награды и премии
- 1981 — гран-при Всесоюзного конкурса молодых исполнителей «Золотой камертон» (организаторы: газета «Комсомольская правда» и фирма «Мелодия») с песней «Весна».
- 1985 — 2-е место в номинации «Лучшая певица» по итогом хит-парада «Звуковая дорожка» газеты «Московский комсомолец».
- 1986 — 4-е место в номинации «Лучшая певица» по итогом хит-парада «Звуковая дорожка» газеты «Московский комсомолец».
- 1987 — лауреат премии телевизионного фестиваля Песня-87 с песней «На минутку».
- 1987 — 5-е место в номинации «Лучшая певица» по итогам хит-парада «Звуковая дорожка» газеты «Московский комсомолец».
- 1988 — лауреат премии телевизионного фестиваля Песня-88 с песней «Последнее танго».
- 2015 — орден «Золотая Звезда Отечества» (общественная награда) российского благотворительного фонда «Национальное достояние» — за вклад в развитие российской культуры и искусства[15].
- 2019 — Орден «За вклад в культуру России». (Общественная награда)Учредитель — международная Академия культуры и искусства. Вручается орден в качестве признания обществом достижений людей, стремящимся к высоким нравственным идеалам в области искусства и науки.